# Cristian Traverso
Cristian Alberto Traverso (San Martín, 17 de abril de 1972) é um ex-futebolista argentino que atuava como zagueiro. Também chegou a disputar alguns jogos como volante.

## Carreira
Revelado pelo Argentinos Juniors, clube que defendeu entre 1990 e 1994 (107 partidas) e com passagem pela Universidad de Chile por 2 temporadas (foi campeão nacional em 1995), foi pelo Boca Juniors que Traverso viveu seu melhor momento na carreira, principalmente entre 1997 e 2002. Nos Xeneizes, o zagueiro foi tricampeão argentino em 1998, 1999 e 2000, venceu 2 vezes a Copa Libertadores da América e ainda foi campeão da Copa Intercontinental em 2000. 
Jogou ainda no Querétaro e no Puebla (ambos do México) antes de voltar ao Boca Juniors em 2004, ano em que foi campeão da Copa Sul-Americana. Após o encerramento do Torneio Clausura de 2005, El Tigre encerrou a carreira aos 33 anos, tendo jogado 356 partidas e fazendo apenas 3 gols. Mesmo vivendo boa fase no Boca Juniors, Traverso nunca foi lembrado para defender a Seleção Argentina em 15 anos como futebolista profissional.

## Polêmica
Em entrevista ao programa Futbol 910, da Rádio La Red, o ex-zagueiro admitiu que o Boca Juniors era favorecido pela arbitragem durante alguns jogos. Ele ainda chamou o colombiano Óscar Ruiz de "um dos nossos" - o colombiano apitou 4 decisões em que os Xeneizes disputaram, e todas foram vencidas pelo Boca.

## Títulos
Universidad de Chile
- Campeonato Chileno: 1 (1995)

Boca Juniors
- Campeonato Argentino: 3 (1998, 1999 e 2000)
- Copa Libertadores da América: 2 (2000 e 2001)
- Copa Intercontinental: 1 (2000)
- Copa Sul-Americana: 1 (2004)